# Catoxyethira giudicellii
Catoxyethira giudicellii är en nattsländeart som beskrevs av Guenda 1997. Catoxyethira giudicellii ingår i släktet Catoxyethira och familjen smånattsländor. Inga underarter finns listade i Catalogue of Life.